# 高木正勝
高木正勝（Takagi Masakatsu，1979年－）是一位來自日本京都龜岡市的男性音樂家和電影製作人。畢業於京都外國語大學英美語學科。

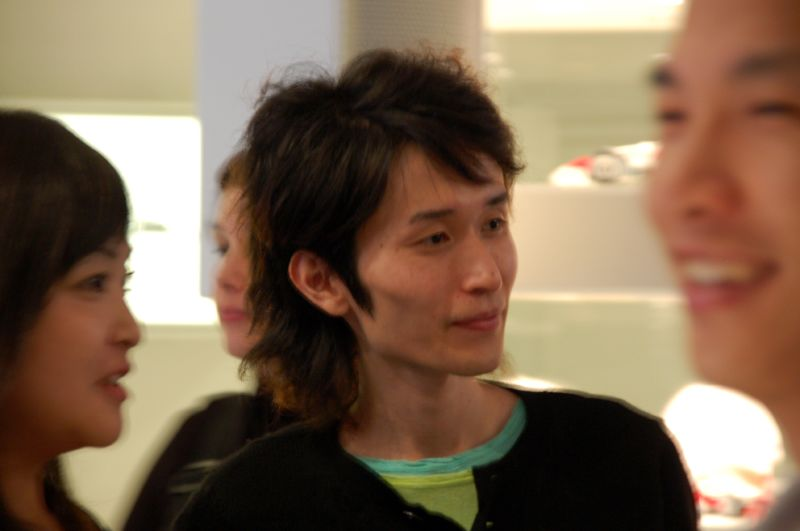
2013年，高木正勝在法國巴黎参加白晝之夜

他的創作受到了蘋果公司的關注，之後高木便為該公司製作了約三分半鐘的宣傳短片，內容介紹他如何利用麥金塔電腦及蘋果的軟體製作影片，其中包含Final Cut Pro及Logic Pro。他還影片中使用Adobe After Effects和Adobe Photoshop 。 
高木在2004年時發行了專輯《COIEDA》，其中與大衛‧西爾維安共同創作了《exit/delete》一曲。
他曾為日本動畫導演細田守的電影《狼的孩子雨和雪》（2012）、《怪物的孩子》（2015） 和《未來的未來》（2018）製作配樂。 他還曾在砂田麻美所指導的吉卜力工作室紀錄片《夢與瘋狂之王國》（2013）中擔任音樂製作。
2021年，高木為日本NHK綜合頻道所拍攝製作的晨間劇《歡迎回來百音》製作音樂。

## 專輯
錄音室專輯／動畫電影、電視劇配樂
- Pia （2001年）
- Opus Pia（2002年）
- Eating（2002年）
- Journal For People（2002年）
- Eating 2（2003年）
- Rehome（2003年）
- Sail（2003年）
- World Is so Beautiful（2003年）
- COIEDA（2004年）
- AIR'S NOTE（2006年）
- Private／Public（2007年）
- Tai Rei Tei Rio（2009年）
- YMENE（2010年）
- Mikrokozmosz（2012年）
- OMUSUHI（2013年）
- Wolf Children (Original Motion Picture Soundtrack)（2012）[6]
- Kagayaki（2014）
- The Boy and the Beast (Original Soundtrack Album)（2015年）[7]
- Mirai (Original Motion Picture Soundtrack)（2018）[8]
- Marginalia（2018年）
- Marginalia II（2019年）
- Marginalia III（2021年）
- Marginalia IV（2021年）
- "Okaeri MONE" Original Soundtrack（2021年）[9]

## 外部連結
- 高木正勝官方網站 （页面存档备份，存于）
- 高木正勝的Twitter帳戶 （页面存档备份，存于）
- 高木正勝的Instagram帳戶 （页面存档备份，存于）
- 高木正勝的YouTube頻道 （页面存档备份，存于）
- 高木正勝的Facebook帳戶 （页面存档备份，存于）